# Frögder eder alle, i thenna Christenhet
Frögder eder alle, i thenna Christenhet är en gammal nyårspsalm i sex verser. Musiken till psalmen är av okänt ursprung.

## Publicerad i
- Göteborgspsalmboken under rubriken "Om Christi Födelse".[3]
- Den svenska psalmboken 1694 som nummer 156 under rubriken "Ny-Åhrs Psalmer".
- 1695 års psalmbok som nummer 134 under rubriken "Ny-Åhrs Psalmer".[1]